# NOW Christmas 2012
NOW Christmas 2012 er et dansk opsamlingsalbum udgivet 29. oktober 2012 af EMI Music. 

## Spor

### Cd 1
1. John Lennon & Yoko Ono – "Happy X-mas (War Is Over)"
2. Chris Rea – "Driving Home For Christmas"
3. De Nattergale – "The Støvle Dance"
4. Band Aid II – "Do They Know It's Christmas"
5. Drengene Fra Angora – "Jul I Angora"
6. Cliff Richard – "21st Century Christmas"
7. Otto Brandenburg – "Søren Banjomus"
8. Cartoons – "Santa Claus Is Coming To Town"
9. Michael Falch – "Tænd December"
10. Frankie Goes To Hollywood – "The Power Of Love"
11. Gnags – "Der Sidder To Nisser"
12. Mel & Kim – "Rockin' Around The Christmas Tree"
13. Sanne Salomonsen & Nikolaj Steen – "Vi Lover Hinanden"
14. Billie – "Last Christmas"
15. Tamra Rosanes – "I Saw Mommy Kissing Santa Claus"
16. Bossen og Bumsen – "Op Til Jul"
17. Sammy Davis Jr. – "Jingle Bells"
18. Gunnertoft Gospel Singers (Feat. Erann DD) – "Have Yourself A Merry Little Christmas"
19. Monrad & Rislund – "Frokost På Kontoret (Jul Igen) (Remix)"
20. Norah Jones – "December"

## CD 2
1. Dean Martin – "White Christmas"
2. Anden – "Jul på Vesterbro"
3. Kylie Minogue – "Santa Baby"
4. D-A-D – "Sad Sad X-Mas"
5. Coldplay – "Christmas Lights"
6. Sweethearts – "Glædelig Jul Allesammen"
7. Martin Brygmann & Julie Berthelsen – "Jesus & Josefine"
8. Pet Shop Boys – "It Doesn't Often Snow At Christmas"
9. Nordstrøm – "Danmark Det Er Jul"
10. Bill Haley & His Comets – "Jingle Bell Rock"
11. Flemming Bamse Jørgensen – "Jul På Vimmersvej"
12. Bananarama – "Baby It's Christmas"
13. Tommy Seebach & Annette Heick – "Vi Ønsker Jer Alle En Glædelig Jul"
14. Roy Wood & Wizzard – "I Wish It Could Be Christmas Everyday"
15. Monkey Business (Feat. Innocent Blood, Jokeren & L.O.C.) – "Kære Julemayin"
16. The Beach Boys – "Little Saint Nick"
17. Sinne Eeg & Bobo Moreno – "Baby, It's Cold Outside"
18. Caroline Henderson – "Vil Du Være Min I Nat"
19. Sinead O'Connor – "Silent Night"
20. Bing Crosby – "The Little Drummer Boy"